# Харченко Сергій Миколайович
Сергі́й Микола́йович Ха́рченко (позивний «Дід») — український військовослужбовець, капітан[джерело?] 14 БрОП Національної гвардії України, учасник російсько-української війни, що відзначився у ході російського вторгнення в Україну. Герой України (2023).

## Життєпис
Понад 30 років проходить службу в 14-й бригаді оперативного призначення, обіймав посади старшини роти, командира взводу та роти, з березня 2023-го — начальник штабу батальйону.
Учасник АТО/ООС. Бере участь у бойових діях під час повномасштабного російського вторгнення в Україну. 5 березня 2022 року дістав множинні осколкові поранення ніг із значною крововтратою, проте невдовзі повернувся у стрій. 
Брав участь у обороні Сєвєродонецька та Лисичанська. 7 червня 2022 року вогнем із кулемета знищив шістьох ворогів, згодом взяв у полон пораненого ворожого офіцера. 25 вересня під Білогорівкою на чолі групи розвідки захопив ворожий взводний опорний пункт, знищив чотирьох окупантів і шістьох захопив у полон. 

## Нагороди
- Звання Герой України з врученням ордена «Золота Зірка» (8 липня 2023) — за особисту мужність і героїзм, виявлені у захисті державного суверенітету та територіальної цілісності України, самовіддане служіння Українському народові[2].